# Jousters
Les Jousters, aussi appelés The Almighty Taylor Street Jousters étaient un gang de rue Euro-Américains originaire de Chicago dans l'Illinois qui a initialement démarré dans les quartiers sud de Chicago (South Side) et s'est plus tard étendu sur les quartiers nord de la ville (North Side). Leur nom est évidemment une référence au sport médiéval de joute. Ils ont ensuite fait partie d'une alliance connue sous le nom de "People Nation". Le gang vit le jour au milieu des années 1960 et se disloqua en 1995.

## Histoire

### Les années 1960
Les Jousters ont été fondés dans les années 1960 à Chicago, à l'angle d'Ashland Street et Taylor Street. Ils se faisaient appeler les Jousters Taylor Street à l'époque, du nom de la rue où le gang fut créé. Les Taylor Street étaient une émanation d'un gang qui, auparavant, contrôlait toute la ville, ce gang était connu comme étant "The Dukes".
Dans le milieu des années 1960, le principal symbole représentant les Jousters était un casque de chevalier médiéval et une simple croix, qui été utilisée dans leurs graffitis (peintures murales). Leurs couleurs officielles étaient le bleu clair, le bleu marine et le rouge. Le blanc et le bleu pour représenter leur héritage américain.

### Les années 1970
Au début des années 1970, les Jousters de la Taylor Street se battaient avec d'autres gangs comme les "Black Disciples". Ils ont également commencé à former des branches sur Fullerton Street et Saint-Louis et sur North Ave. et Damen Street. La motivation principale pour eux, était essentiellement de protéger les jeunes blancs issus des quartiers pauvres des autres gangs noirs, et de s'en prendre également aux autres gangs issus de l'immigration mexicaine emménageant sur leur territoire. À partir du milieu des années 1970, ils sont devenus étroitement liés aux "Chicago Gaylords" qui furent une figure principale dans le milieu chicagoan au milieu et à la fin des années 1970. Au mépris des portoricains et autres gangs hispaniques, les Jousters ont également adopté le drapeau américain comme un symbole supplémentaire et comme les Gaylords, ils ont opté pour le White Power. Ils faisaient également partie de l'association du « Stoned Greasers », ce qui signifie qu'ils se targuaient d'être un gang à l'ancienne qui relayait les anciens gangs des années 1950.

### Les années 1980
Au début des années 1980, les Jousters avait fermement étendu leur contrôle sur les coins de Honor et Bloomingdale streets, Sawyer et Altgeld streets, sur Hanson Park ainsi que sur un tas d'autres spots. Pour tous ces ensembles ou "branches" supplémentaires, ils ont commencé à utiliser un « T.J » dans leurs graffitis, comme une référence au fait qui ont été honorés d'avoir émané en dehors de Taylor street. Un de leurs slogans qu'on pouvait entendre autour de cette période était « bleu sur bleu, on sera toujours fier et vrai ».
À cette époque, les Jousters d'Hanson Park étaient alliés avec un gang voisin de blancs appelé "Cragin Park Playboys", grâce à une alliance appelée, "PVJ" pour (Playboys, Ventures, et Jouteurs). Les Jousters étaient aux commandes d'une organisation forte avec les "Gaylords", leur unification était appelée "GFJ". Cela représentait (Gaylords, Jousters et Freaks). The Freaks étaient un autre gang de rue à prédominance blanche.

### Milieu des années 1990, la fin du gang
Les Jousters étaient fortement attachés au contrôle du secteur de Hanson Park, jusqu'à ce que deux meurtres mystérieux dans leur parc aient attiré l'attention de la police de Chicago sur leur organisation. Apparemment, deux membres d'un gang rival, qui étaient d'anciens alliés, les "Simon City Royals" furent retrouvés morts dans Hanson Park. De nombreux membres des Jousters ont fait des séjours en prison.
En 1986, la Jousters semblaient être en voie d'extinction et très peu de membres ont été vus activement dans les rues à cette période. Quelques années plus tard, quand ils furent apparemment ramenés à la vie, par le rajeunissement des compétences des membres.
Le rajeunissement n'est toutefois pas parvenu à faire perdurer l'organisation étant donné que l'identité ethnique et culturelle dans le quartier avait changé. Après trente ans d'existence, les Jousters se disloquent en 1995 en raison d'arrestations incessantes, le suicide de l'un des chefs et de l'immigration massive d'hispaniques.